# Нифантов, Геннадий Николаевич
Геннадий Николаевич Нифантов — советский хозяйственный, государственный и политический деятель, Герой Социалистического Труда.

## Биография
Родился 1 февраля 1928 года в деревне Берёзов Мыс Добрянского района Пермского округа Уральской области (ныне не существует). Русский. Член КПСС.
С 1944 года — на хозяйственной, общественной и политической работе. В 1944—1993 гг. — шофёр Верещагинской автобазы, главный агроном, директор Санниковской МТС в Частинском районе, председатель колхоза им. В. В. Куйбышева, инструктор в областном комитете партийно-государственного контроля, директор совхоза «Верхнемуллинский» Пермского района Пермской области.
В 1963 году Г. Н. Нифантов выдвигается на работу в областной комитет партийно-государственного контроля инструктором.
В 1964 году назначен директором совхоза «Верхнемуллинский». Под его руководством хозяйство дважды было удостоено орденов Трудового Красного Знамени.
Указом Президиума Верховного Совета СССР от 8 апреля 1971 года за выдающиеся успехи, достигнутые в развитии сельскохозяйственного производства и выполнении пятилетнего плана продажи государству продуктов земледелия и животноводства Нифантову Геннадию Николаевичу присвоено звание Героя Социалистического Труда с вручением ордена Ленина и золотой медали «Серп и Молот».
Депутат Верховного Совета РСФСР 8-го созыва (1971—1975). Был делегатом 27-го съезда КПСС (1986). В 1972 году защитил диссертацию, ему присвоена ученая степень кандидата экономических наук.
Избирался депутатом Верховного Совета РСФСР 8-го, 9-го, 10-го созывов.
Последние годы жил в городе Пермь. Скончался 1 февраля 2004 года. Похоронен на Северном кладбище города Пермь.

## Награды
Награжден орденами Ленина (08.04.1971), Октябрьской Революции (23.12.1976), Трудового Красного Знамени (30.04.1966), медалями, в том числе двумя золотыми медалями ВДНХ. В 2001 году ему присвоено звание «Почетный гражданин Пермской области».